# Coin (Iowa)
Coin és una població dels Estats Units a l'estat d'Iowa. Segons el cens del 2000 tenia 252 habitants.

## Demografia
Segons el cens del 2000, Coin tenia 252 habitants, 102 habitatges, i 68 famílies. La densitat de població era de 121,6 habitants per km².
Dels 102 habitatges en un 35,3% hi vivien nens de menys de 18 anys, en un 53,9% hi vivien parelles casades, en un 8,8% dones solteres, i en un 32,4% no eren unitats familiars. En el 31,4% dels habitatges hi vivien persones soles el 15,7% de les quals corresponia a persones de 65 anys o més que vivien soles. El nombre mitjà de persones vivint en cada habitatge era de 2,47 i el nombre mitjà de persones que vivien en cada família era de 3,03.
Per edats la població es repartia de la següent manera: un 26,6% tenia menys de 18 anys, un 7,5% entre 18 i 24, un 24,6% entre 25 i 44, un 22,6% de 45 a 60 i un 18,7% 65 anys o més.
L'edat mediana era de 39 anys. Per cada 100 dones de 18 o més anys hi havia 98,9 homes.
La renda mediana per habitatge era de 33.500 $ i la renda mediana per família de 45.313 $. Els homes tenien una renda mediana de 30.250 $ mentre que les dones 24.500 $. La renda per capita de la població era de 16.080 $. Entorn del 3,1% de les famílies i el 7,5% de la població estaven per davall del llindar de pobresa.

## Poblacions més properes
El següent diagrama mostra les poblacions més properes.